# Lubno (Nechanice)
Lubno (německy Lubno) je vesnice, část města Nechanice v okrese Hradec Králové. Nachází se asi dva kilometry východně od Nechanic. Prochází zde silnice II/324. Lubno leží v katastrálním území Lubno u Nechanic o rozloze 5,31 km².

## Historie
První písemná zmínka o vesnici pochází z roku 1401.

## Přírodní poměry
Vesnice stojí ve Východolabské tabuli. Severně od ní protéká řeka Bystřice, jejíž tok je zde součástí přírodní památky Bystřice.

## Pamětihodnosti
- V katastrálním území vesnice stojí novogotická stavba zámku Hrádek u Nechanic.
- Socha svatého Jana Křtitele